# Skeleton na Zimskih olimpijskih igrah 2006
Olimpijska tekmovanja v skeletonu na XX. zimskih olimpijskih igrah so potekala v Casani na prizorišču Casana Pariol 16. februarja (ženske) in 17. februarja (moški).

## Medalje
| Mesto | Država              | Zlato | Srebro | Bron | Skupaj |
| ----- | ------------------- | ----- | ------ | ---- | ------ |
| 1     | Kanada              | 1     | 1      | 1    | 3      |
| 2     | Švica               | 1     | 0      | 1    | 2      |
| 3     | Združeno kraljestvo | 0     | 1      | 0    | 1      |

### Moški
Kanadčan Jeffrey Pain je, kljub skorajšnji izgubi nadzora nad sanmi v predzadnjem zavoju, osvojil srebro.
| Medalja | Tekmovalec    | Čas     |
| Zlato   | Duff Gibson   | 1:55.88 |
| Srebro  | Jeff Pain     | 1:56.14 |
| Bron    | Gregor Stähli | 1:56.80 |

### Ženske
Dvakratna svetovna prvakinja Maya Pedersen je z dvema najboljšima časoma osvojila zlato, kar je bilo prvo švicarsko zlato na Zimskih olimpijskih igrah 2006. Shelley Rudman je osvojila srebro, kar je edina medalja za Zduženo Kraljestvo. Mellisa Hollingsworth-Richards je osvojila bron in s tem postala prva Kanadčanka z medaljo v skeletonu.
| Medalja | Tekmovalka                     | Čas     |
| Zlato   | Maya Pedersen-Bieri            | 1:59.83 |
| Srebro  | Shelley Rudman                 | 2:01.06 |
| Bron    | Mellisa Hollingsworth-Richards | 2:01.41 |